# Saepiseuthes chilensis
Saepiseuthes chilensis är en skalbaggsart som beskrevs av Thomson 1868. Saepiseuthes chilensis ingår i släktet Saepiseuthes och familjen långhorningar. Inga underarter finns listade i Catalogue of Life.